# 勒沙特莱 (汝拉省)
勒沙特莱（法語：Le Chateley，法語發音：[lə ʃatlɛ]）是法国汝拉省的一个市镇，属于隆斯勒索涅区。

## 地理
勒沙特莱（46°52'36"N, 5°33'14"E）面积4.67 平方千米，位于法国勃艮第-弗朗什-孔泰大區汝拉省，该省份为法国东部内陆省份，北起上索恩省，西北接科多尔省，西临索恩-卢瓦尔省，南至安省，东与杜省和瑞士接壤。
与勒沙特莱接壤的市镇（或旧市镇、城区）包括：比耶夫莫兰、尚普鲁日耶、舍姆诺、科洛讷。

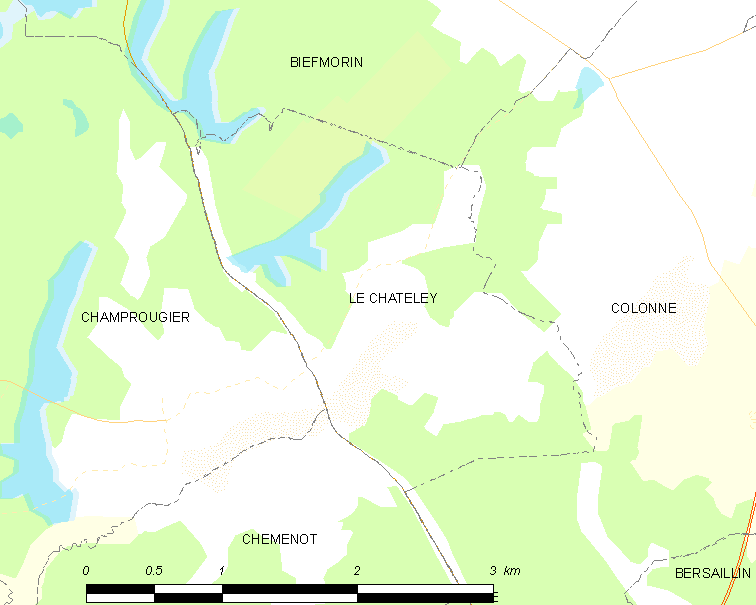
的OSM定位图

勒沙特莱的时区为UTC+01:00、UTC+02:00（夏令时）。

## 行政
勒沙特莱的邮政编码为39230，INSEE市镇编码为39119。

## 政治
勒沙特莱所属的省级选区为布莱特朗县。

## 人口

1962-2008年间人口变化图示

勒沙特莱于2022年1月1日时的人口数量为85人。